# گالئاتسو بنتی
گالئاتسو بنتی (انگلیسی: Galeazzo Benti; ۶ اوت ۱۹۲۳ – ۲۱ آوریل ۱۹۹۳) هنرپیشه اهل کشور ایتالیا و زادهٔ شهر فلورانس بود. وی در بین سال‌های ۱۹۴۲ تا ۱۹۹۱ در ۷۸ فیلم بازی کرد. این هنرپیشه در سال ۱۹۹۳ و بر اثر حمله قلبی درگذشت.
از فیلم‌هایی که وی در آن نقش داشته‌است، می‌توان به ایزدمار، تراس، روسینی! روسینی! و چرخ و فلک ناپل اشاره کرد.